# 스루가 해곡

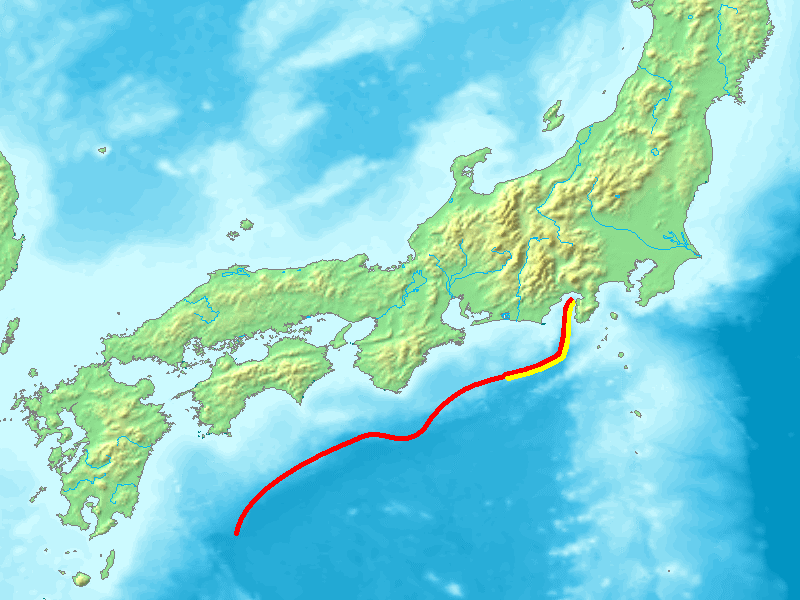
노란 선이 스루가 해곡(빨간 선은 난카이 해곡)

스루가 해곡(일본어: 駿河トラフ 스루가토라후[*], 영어: Suruga Trough)은 유라시아판과 필리핀해판이 만나는 수렴 경계인 난카이 해곡 중, 북단의 스루가만에 접한 해곡을 따로 가리키는 말이다. 이즈반도를 사이에 두고 이즈반도 건너편에는 사가미 해곡이 있다.
1853년(안세이 원년)의 안세이 도카이 지진 이후 대지진이 발생한 적은 없는 지진공백역이다. 필리핀 해 판은 계속 유라시아판 아래로 파고들고 있고, 때문에 난카이 해곡에서 난카이 대지진이 주기적으로 발생하는 것처럼 스루가 해곡에서도 도카이 지진이 정기 발생할 것으로 추측되고 있다. 하지만 스루가 해곡만을 진원으로 하는 도카이 지진이 단독 발생한 흔적은 현재까지 관측된 바 없다.

## 같이 보기
- 주오 구조선
- 일본의 지진 목록
- 사가미 해곡
- 도카이 지진
- 난카이 해곡 거대지진